# The Legend of the 7 Golden Vampires
Kung-Fu contra los 7 vampiros de oro es una película de terror de 1974 producida por la Hammer y Shaw Brothers. Es la novena y última película en la serie de Drácula de la Hammer. 

## Argumento

### Prólogo
Transilvania, 1804: un chino llega al Castillo de Drácula e invoca al vampiro, explicándole que es un monje taoísta y Sacerdote de los Siete Vampiros Dorados en la China rural que necesita su ayuda para restaurar la gloria de estas míticas bestezuelas. Drácula se lo piensa y acepta a cambio de que el monje le preste su cuerpo.

### Cien años después...
1904: el profesor y cazavampiros aficionado Van Helsing (Peter Cushing) da una conferencia en la universidad de Chongqing sobre leyendas chinas de vampiros en la que cuenta como un granjero arrebató un medallón al culto vampírico que aterrorizaba su aldea y lo colocó alrededor de un Buda de jade. Un vampiro intentó recuperarlo, pero murió abrasado por el poder de Buda.
Todos se ríen del cazavampiros, menos el joven Hsi Ching (David Chiang) quien le informa que él sabe que la leyenda es cierta porque el granjero... era su abuelo. Ni corto ni perezoso se lo demuestra enseñándole el medallón y le pide ayuda para exterminar definitivamente a los seis vampiros que quedan. Van Helsing y su hijo Leyland se unen a Hsi Ching y sus siete amigos expertos en kung-fu en un viaje hacia la aldea maldita donde habitan las criaturas.

## Reparto
- Peter Cushing es Van Helsing.
- John Forbes-Robertson es el Conde Drácula.
- David de Keyser es la voz de Drácula.
- Robin Stewart es Leyland.
- Julie Ege es Vanessa Buren.
- Robert Hanna es el cónsul británico.
- David Chiang es Hsi Ching.
- Shih Szu es Mai Kwei.
- Chan Shen es el anfitrión de Drácula, quien ocupa su cuerpo.
- Liu Chia-Yung es Hsi Kwei (arquero).
- Huang Pei-Chih es Hsi Po-Kwei.
- Wang Chiang es Hsi San (espadachín).
- Feng Ko-Un es un asesino.
- Hsu Hsia es un asesino.

## Producción
Fue dirigida en colaboración entre Roy Ward Baker y Chang Cheh, un director de cine de acción de Hong Kong, después de que Gordon Hessler abandonara el proyecto. El rodaje resultó complicado porque los equipos de chinos y británicos no se entendían. Rene Glynee, que era la supervisora de continuidad de la película, dijo que trabajar en los Shaw Brothers Studios de Hong Kong fue "una gran experiencia" debido a las diferencias de idioma y que el director Roy Ward Baker les gritaba a los actores chinos que dejaran de escupir en el set.

## Recepción
Phil Chandler de DVD Cult escribió: «¿Es esta la mejor película de Hammer?, ¡NO! ¿Es la mejor película de Hammer de los años setenta?, SÍ.»
Graeme Clark alabó la interpretación de Cushing en su última película de Drácula.

## DVD
El DVD lanzado por Anchor Bay contiene comentarios de Peter Cushing.